# 8割経済
8割経済（はちわりけいざい）とは、経済水準がピーク時の8割の水準にある経済のこと。2009年第3四半期（7-9月）の鉱工業生産指数が2年前（2007年12月）のピーク時の82.2%となり、2007年に発生した金融危機の後遺症から立ち直れずにいる日本経済の状況を表現した言葉。初出は読売新聞2009年9月14日。また日本経済新聞2009年11月1日社説。

## 概要
2009年の10～12月期の実質GDPは年率4.6％（前年同期比1.1％）とプラス成長となり、1年9ヶ月ぶりのプラス成長となったが、2007年金融危機以降の国内生産、雇用、設備投資は2割前後減少しており、景気の底割れ懸念が後退したものの、L字型のナベ底景気になる懸念がある。
| 指標               | 2010年2月直近の数字      | 2年前の数字            | 比率   |
| ------------------ | ------------------------ | ---------------------- | ------ |
| 鉱工業生産指数     | 89.7（2009年12月）       | 109.1（2007年12月）    | 82.2％ |
| 製造工業稼働率指数 | 84.3（同）               | 105.4（同）            | 80.0％ |
| 機械受注           | 7512億円（同）           | 1兆406億円（同）       | 72.2％ |
| 新規求人数         | 45万947人（同）          | 62万196人（同）        | 72.7％ |
| GDPデフレーター    | 89.1％（2009年10～12月） | 91.4（2007年10～12月） | 97.5％ |
| 大手企業の賞与     | 75万5628円（2009年末）   | 89万2318円（2007年末） | 84.7％ |

鉱工業生産指数、製造工業稼働率指数は2005年＝100、GDPデフレーターは2000年＝100、

機械受注は船舶･電力を除く民需、大手企業の賞与は日本経団連調べ。

## 文献情報
- 「『8割経済』と新興国の時代の衝撃」増田貴司（東レ経営研究所産業経済調査部）
- 「日本経済の未来－「8割経済」が維持できても本当の問題は解決されない」野口悠紀雄（週刊ダイヤモンド2010年1月2日号 2009.2.21）